# 히가시카이즈카역
히가시카이즈카역(일본어: 東貝塚駅, ひがしかいづかえき 히가시카이즈카에키[*])은 일본 오사카부 가이즈카시에 위치한 서일본 여객철도의 역이다.

## 역 구조
쌍섬식 승강장으로 대피 시설을 갖춘 2면 4선의 지상역이다. 역사는 하행선 동쪽에 있으며 각 승강장과는 지하도로 연결되어 있다. 보통 열차의 대피가 이루어지고 있다.
이코카 및 제휴 교통카드의 사용이 가능하다.

### 승강장
| 1·2 | ■ 한와 선 | 구마토리 · 간사이 공항 · 와카야마 방면 |
| 3·4 | ■ 한와 선 | 오토리 · 덴노지 · 오사카 방면          |

## 역사
- 1934년 9월 24일: 한와 전기 철도 한와키시와다 ~ 이즈미하시모토 간에 신설 개업하였다.
- 1940년 12월 1일: 회사 간 인수 합병에 따라 난카이 전기 철도 야마노테 선의 소속이 되었다.
- 1944년 5월 1일: 국유화에 따라 일본국유철도의 소속이 됨과 동시에 역으로 승격하였다.
- 1987년 4월 1일: 민영화에 따라 서일본 여객철도의 소속이 되었다.
- 2003년 11월 1일: 이코카의 사용이 개시되었다.

## 인접정차역
| 서일본 여객철도 한와 선    | 서일본 여객철도 한와 선 | 서일본 여객철도 한와 선      |
| -------------------------- | ----------------------- | ---------------------------- |
| 히가시키시와다 덴노지 방면 | ■ 한와 선 보통          | 이즈미하시모토 와카야마 방면 |